# Райт Тауншип (округ Лузерн, Пенсільванія)
Райт Тауншип (англ. Wright Township) — селище (англ. township) в США, в окрузі Лузерн штату Пенсільванія. Населення — 5722 особи (2020).

## Демографія
Згідно з переписом 2010 року, у селищі мешкала 5651 особа в 2113 домогосподарствах у складі 1610 родин. Було 2208 помешкань
Расовий склад населення:
| - 93,8 % — білих - 3,8 % — азіатів - 0,8 % — чорних або афроамериканців - 0,1 % — корінних американців |

До двох чи більше рас належало 0,8 %. Частка іспаномовних становила 2,0 % від усіх жителів.
За віковим діапазоном населення розподілялося таким чином: 21,3 % — особи молодші 18 років, 59,7 % — особи у віці 18—64 років, 19,0 % — особи у віці 65 років та старші. Медіана віку мешканця становила 46,1 року. На 100 осіб жіночої статі у селищі припадало 93,3 чоловіків;  на 100 жінок у віці від 18 років та старших — 91,8 чоловіків також старших 18 років.
Середній дохід на одне домашнє господарство  становив 83 815 доларів США (медіана — 66 742), а середній дохід на одну сім'ю — 99 802 долари (медіана — 78 220). Медіана доходів становила 57 122 долари для чоловіків та 43 022 долари для жінок. За межею бідності перебувало 2,7 % осіб, у тому числі 0,0 % дітей у віці до 18 років та 3,1 % осіб у віці 65 років та старших.
Цивільне працевлаштоване населення становило 2874 особи. Основні галузі зайнятості: освіта, охорона здоров'я та соціальна допомога — 28,7 %, виробництво — 19,2 %, роздрібна торгівля — 10,7 %, гуртова торгівля — 6,9 %.